# Мордашка (фильм, 1933)
«Мордашка» (англ. Baby Face) — драма, снятая по рассказу Дэррила Занука (под псевдонимом Марк Кэнфилд). История о молодой привлекательной женщине, использующей секс для продвижения по социальной и карьерной лестнице. Один из самых скандально известных фильмов доцензурного Голливуда, способствовавших появлению производственного кодекса.

## Сюжет
Эри (Пенсильвания), времена Сухого закона. Лили Пауэрс работает на своего отца в спикизи. С 14 лет отец заставляет её спать с клиентами. Единственный человек, которому она доверяет, — сапожник, восхищающийся Фридрихом Ницше, — говорит, что она должна всё начать сначала в другом городе и использовать мужчин, чтобы получить то, что хочет.
Отец Лили погибает во время взрыва дистиллятора. Ничуть о нём не жалея, Лили и её подруга негритянка Чико запрыгивают на товарный поезд. Их обнаруживает дорожный рабочий и грозит им тюрьмой. Лили говорит: «Подождите… может быть, обсудим?» (Далее следует затемнение, откровенно намекая на то, что Лили вступила в сексуальную близость с рабочим.)
В Нью-Йорке Лили устраивается в страховую фирму, не имея опыта работы в офисе. Сотрудник отдела кадров спрашивает: «У вас есть опыт?», на что Лили отвечает: «Сколько угодно!» — и увлекает его в кабинет отсутствующего босса. Её следующее завоевание — Джимми Маккой-младший, рекомендующий её на продвижение следующей жертве, Броуди.
Наконец Лили заманивает в ловушку Неда Стивенса, молодого администратора, помолвленного с Энн Картер, дочерью первого вице-президента Дж. Р. Картера. Она подстраивает всё так, чтобы Энн вошла в офис в тот момент, когда Лили с Недом застынут в объятьях. Когда Дж. Р. пытается отвадить Лили от Неда, она прибавляет его к списку своих поклонников. Дж. Р. устраивает ей пышные апартаменты с Чико в качестве горничной. Но когда Нед обнаруживает там Лили со своим будущим тестем, он убивает сначала старика, затем самого себя.
Внук основателя компании, плэйбой Кортленд Тренхолм, избран президентом банка, чтобы избежать нарастающего скандала. Когда Лили пытается вымогать у фирмы $15 000, пригрозив выдать прессе её дневник, он пресекает эту попытку и предлагает ей работу в парижском отделении фирмы. Чтобы сохранить образ «жертвы обстоятельств», ей остаётся согласиться. Когда через некоторое время Кортленд приезжает в Париж по делам, он удивлён: Лили не только всё ещё работает там, но и продвинулась до директора бюро путешествий. Вскоре он подпадает под её чары и женится на ней.
Кортленду предъявляют обвинение, когда банк прогорает из-за неправильного руководства, хотя он невиновен. Он умоляет Лили вернуть все его подарки, чтобы оплатить адвокатов, но она решает сохранить их и бежать в Европу. Но поняв, что она наконец-то нашла мужчину, которого может любить, она передумывает. Возвратясь, она обнаруживает, что муж попытался совершить самоубийство. По дороге в больницу служащий уверяет, что у Кортленда хороший шанс на выживание. Кортленд открывает глаза, видит Лили и улыбается ей.

## В ролях
- Барбара Стэнвик — Лили Пауэрс
- Джордж Брент — Кортленд Тренхолм
- Дональд Кук — Нед Стивенс
- Альфонс Этьер — Адольф Крэгг, сапожник
- Генри Колкер — Дж. Р. Картер
- Маргарет Линдси — Энн Картер
- Джон Уэйн — Джимми Маккой-младший[1]
- Роберт Бэррат — Ник Пауэрс, отец Лили
- Дугласс Дамбрилл — Броди
- Хейни Конклин — официант спикизи (в титрах не указан)

## Производство
Этот фильм стал ответом Warner Bros. на «Женщину с рыжими волосами» (1932), снятую компанией MGM и затрагивающую похожую тематику. Дэррил Занук написал предварительную версию сценария и продал её Warner Bros. за доллар. Великая депрессия произвела разрушительный эффект на киноиндустрию того времени, и работники многих студий добровольно урезали себе зарплату. Занук не нуждался в деньгах, так как его недельная зарплата сценариста составляла три с половиной тысячи долларов. Позднее Занук покинул Warner Bros. и стал легендарным главой 20th Century Fox.
Помимо изображения сексуальной хищницы, фильм запомнился благодаря дружеским отношениям между Лили и её афроамериканской подругой/служащей Чико.

## Прокатные затруднения

### Сексуальный подтекст
Оригинальная версия фильма была отклонена Советом по цензуре штата Нью-Йорк в апреле 1933 года. Поэтому из фильма были вырезаны некоторые сцены, например изучение Лили философии Ницше, а также различные кадры с сексуальным подтекстом. Продюсеры также добавили новый метраж и изменили конец, в котором рассказали о перемене в Лили, ставшей жить скромно. В июне 1933 года Совет по цензуре штата Нью-Йорк пропустил изменённую версию, ставшую весьма успешной.
Неподцензурная версия считалась утерянной, однако в 2004 году она нашлась на складе Библиотеки Конгресса в Дейтоне (Огайо) и была восстановлена. Открытие принадлежит Джорджу Уиллмену. Премьерный показ восстановленной версии состоялся на Лондонском кинофестивале в ноябре 2004 года. В 2005 году фильм был назван культурно и исторически значимым и внесён в Национальный реестр фильмов США, а также назван сайтом Time.com одним из 100 лучших фильмов за последние 80 лет.

### Замена речи
В начале фильма Лили ищет совета у единственного мужчины, которому она доверяет, — сапожника Адольфа Крэгга. Он читает ей отрывок из книги философа Ницше. Первоначальная версия его речи, отклонённая Советом по цензуре штата Нью-Йорк, была следующей:

«Женщина, молодая, красивая, как ты, может получить всё что пожелает в этом мире. Потому что ты обладаешь властью над мужчинами. Но ты должна использовать мужчин, не давая им использовать себя. Ты должна быть госпожой, а не рабыней. Посмотри, Ницше говорит: „Вся жизнь, как бы мы её ни идеализировали, — не более чем эксплуатация“. Это то, о чём я тебе говорю. Используй себя. Отправься в какой-нибудь крупный город, где у тебя появятся возможности! Используй мужчин! Будь сильной! Непокорной! Используй мужчин, чтобы получить то, что ты хочешь!»
После долгого обсуждения со сценаристом Дэррилом Зануком Джозеф Брин из Комитета по связям со студиями заявил, что фильм будет пропущен, если речь сапожника будет нравственной. Брин самолично переписал речь на следующую (переписанные фразы выделены курсивом):

«Женщина, молодая, красивая, как ты, может получить всё что пожелает в этом мире. Но существуют правильный и неправильный путь. Запомни, цена неправильного пути слишком велика. Отправься в какой-нибудь крупный город, где у тебя появятся возможности! Не позволяй людям сбить себя с пути. Ты должна быть хозяйкой, а не рабыней. Будь честной, будь сильной, непокорной, и ты добьёшься успеха»
Новая речь была наложена на готовую плёнку. Это изменение было одним из нескольких, благодаря которым фильм был допущен до проката.